# John William Trevan

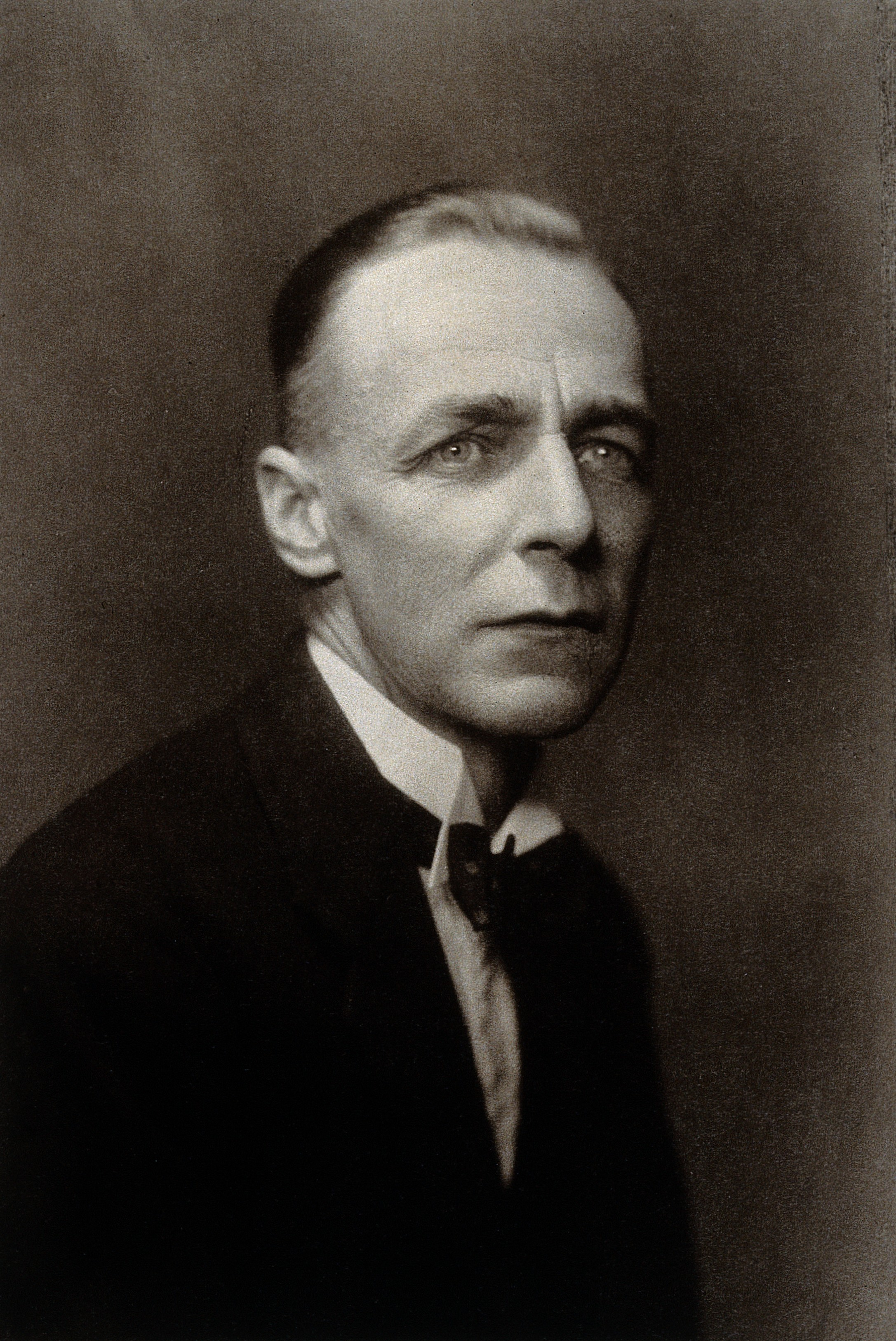
Portraitbild

John William Trevan (* 23. Juli 1887 in Bodmin, Cornwall; † 13. Oktober 1956) war ein britischer Pharmakologe.
Trevan führte 1927 den Begriff der Letalen Dosis ein. Er wurde 1946 in die Royal Society gewählt.

## Leben
Als Sohn von John William Stoneman Trevan und Bessie Babbage wurde John William Trevan am 23. Juli 1887 in Bodmin, England geboren. Sein Vater arbeitete ursprünglich als Zimmermann, begann aber eine Karriere als Unternehmer in Plymouth. John William war das älteste von drei Kindern, wobei sein Bruder und seine Schwester relativ früh verstarben. Wie sein Elternhaus gehörte auch Trevan der sektenähnlichen Gemeinschaft "Plymouth Brethren" an, die unter anderem an der Ansicht vertritt, dass jedes Wort der Bibel die Wahrheit ist. Er blieb Zeit seines Lebens religiös, auch wenn er in späteren Jahren als toleranter beschrieben wurde. Er heiratete 1916 seine erste Frau Ida Kathleen Keys († 1937), mit der er drei Söhne und zwei Töchter hatte. 1939 heiratete er seine zweite Frau Margaret Llewellyn Smith. Dieses Paar bekam einen weiteren Sohn und zwei Töchter.
Seine wissenschaftliche Ausbildung begann mit 15 Jahren, als er verschiedene Stipendien erhielt. Seinen akademischen Grad Bachelor of Science mit Auszeichnung im Fach Physiologie erlangte er im Alter von 21 Jahren. Er entschied sich für eine Karriere im Labor. Während des Ersten Weltkrieges war er Hauptmann des Royal Army Medical Corps und als solcher in Kairo und Saloniki stationiert. Im Jahr 1917 wurde er wegen der Grippeepidemie nach England zurückgerufen. Nach dem Ausscheiden aus der Armee arbeitete er unter anderem in den Wellcome Research Laboratories, zu dessen Direktor er 1941 ernannt wurde.

## Wissenschaftliches Wirken
Die Arbeiten Trevans gelten heute unter anderem als Grundlage für die biologischen Analysen. In seiner Schrift "The error of determination of toxicity" (zu deutsch etwa "Der Fehler bei der Bestimmung der Toxizität") führt Terminologie wie Letale Dosis ein. Seine Mitarbeit verbesserte die Anwendung von Insulin und er führte mehrere Geräte in der Laborabeit ein, wie die Mikrometerspritze.